# Vantanea
Vantanea es un género de árboles de la familia Humiriaceae. Es originario de Guyana, Guayana Francesa, Costa Rica y Brasil.  Comprende 10 especies descritas y de estas, solo  2 aceptadas.

## Descripción
Son árboles emergentes o del dosel, que alcanzan un tamaño de hasta 40 m de alto. Hojas oblongo-elípticas a obovado-elípticas, 3.5–10 (–16) cm de largo y 2.5–5 (–8.5) cm de ancho, ápice obtuso a subacuminado, base cuneada, margen entero, glabras, coriáceas. Inflorescencia terminal, paniculada, pubérula, flores blancas; sépalos 5, orbiculares, 6–7 mm de largo, subglabros; pétalos oblongos, obtusos, 7–9 mm de largo, glabros; estambres numerosos (ca 80); ovario 3–4 mm de largo, pubescente. Fruto una drupa, ovoide-elipsoide, 2.5–3.5 cm de largo y 1.2–1.7 cm de ancho, ápice puntiagudo, la superficie del endocarpo con 5 canales longitudinales correspondientes a los márgenes de las 5 valvas oblongas.

## Taxonomía
El género fue descrito por Jean Baptiste Christophore Fusée Aublet y publicado en Histoire des Plantes de la Guiane Françoise 1: 572, pl. 229. 1775. La especie tipo es: Vantanea guianensis

## Especies aceptadas
A continuación se brinda un listado de las especies del género Vantanea aceptadas hasta mayo de 2014, ordenadas alfabéticamente. Para cada una se indica el nombre binomial seguido del autor, abreviado según las convenciones y usos.  
- Vantanea celativenia (Standl.) Cuatrec.
- Vantanea compacta
- Vantanea guianensis
- Vantanea obovata
- Vantanea occidentalis
- Vantanea parviflora
- Vantanea peruviana
- Vantanea spichigeri